# 以色列君主列表
本表列出犹太人历史、以色列历史中的历代犹太人君主。

## 统一的以色列王国
统一的大以色列王国（希伯來語：ממלכת ישראל המאוחדת）存在了三代，即掃羅、大衛、所羅門等三王，都城在耶路撒冷。但国家在所罗门儿子羅波安即位后不久分裂为南北两国，北國（續用以色列王國名稱）定都撒馬利亞，而分裂后的南国則稱為猶大王國，首都继续在耶路撒冷。
| 王       | 年限 | 作王年期               | 參考聖經                  | 備註       |
| -------- | ---- | ---------------------- | ------------------------- | ---------- |
| 掃羅     | 40年 | 公元前1050年至前1011年 | 撒上 11章:15節            |            |
| 伊施波設 | 2年  | 公元前1011年至前1010年 | 撒下 2:8                  | 掃羅之子   |
| 大衛     | 40年 | 公元前1010年至前970年  | 撒下 5:1、代上 11:1       | 掃羅女婿   |
| 所羅門   | 40年 | 公元前970年至前931年   | 王上 2:12、代上 29:28     | 大衛之子   |
| 羅波安   | 18年 | 公元前931年至前913年   | 王上 14:21；歷代志下12:13 | 所羅門之子 |

## 南北分裂时期

### 南國猶大
猶大王國（前931年–前587年）的首都在耶路撒冷，歷代君主属大衛王家族。前586年滅亡，連同大衛王于前1010年建立的聯合王國在內，共存424年。
| 王                 | 年限  | 作王大約的年代       | 聖經經文參考                  | 备注       |
| ------------------ | ----- | -------------------- | ----------------------------- | ---------- |
| 亞比央             | 3年   | 公元前913年至前911年 | 王上 15:1,2；代下 13:1        | 羅波安之子 |
| 亞撒               | 41年  | 公元前911年至前870年 | 王上 15:9,10；代下 16:13      | 亞比央之子 |
| 約沙法             | 25年  | 公元前870年至前848年 | 王上 22:41；代下 20:31        | 亞撒之子   |
| 約蘭               | 8年   | 公元前848年至前841年 | 王下8:16；代下21:5            | 約沙法之子 |
| 亞哈謝             | 1年   | 公元前841年至前841年 | 王下8:25；代下 22:2           | 約蘭之子   |
| 亞她利雅           | 6年   | 公元前841年至前835年 | 王下11:3；代下22:12           | 亞哈謝之母 |
| 約阿施             | 40年  | 公元前835年至前796年 | 王下12:1；代下24:1            | 亞哈謝之子 |
| 亞瑪謝             | 29年  | 公元前796年至前781年 | 王下14:1；代下25:1            | 約阿施之子 |
| 亞撒利雅（烏西雅） | 52年  | 公元前792年至前740年 | 王下15:1；王下15:17；代下26:1 | 亞瑪謝之子 |
| 約坦               | 16年  | 公元前740年至前735年 | 王下 15:32；代下27:1          | 烏西雅之子 |
| 亞哈斯             | 20年  | 公元前735年至前715年 | 王下16:12；代下28:1           | 約坦之子   |
| 希西家             | 29年  | 公元前715年至前686年 | 王下18:1；代下29:1            | 亞哈斯之子 |
| 瑪拿西             | 53年  | 公元前695年至前642年 | 王下21:1；代下33:1            | 希西家之子 |
| 亞們               | 2年   | 公元前642年至前640年 | 王下 21:19；代下33:21         | 瑪拿西之子 |
| 約西亞             | 31年  | 公元前640年至前609年 | 王下22:1；代下34:1            | 亞們之子   |
| 約哈斯             | 3個月 | 公元前609年至前609年 | 王下23:31；代下36:1           | 約西亞之子 |
| 約雅敬             | 11年  | 公元前609年至前598年 | 王下23:36；代下36:5           | 約西亞之子 |
| 約雅斤             | 3個月 | 公元前598年至前598年 | 王下24:8；代下36:9            | 約雅敬之子 |
| 西底家             | 11年  | 公元前598年至前587年 | 王下24:18；代下36:11          | 約西亞之子 |

### 北國以色列
以色列王國的首都在撒馬利亞，包括新约时代的加利利地，由北方的以色列10个支派组成。公元前722年被亚述帝国灭亡。
| 王           | 年限  | 作王年期             | 參考聖經         |
| ------------ | ----- | -------------------- | ---------------- |
| 耶羅波安一世 | 22年  | 公元前931年至前909年 | 王上 12:20       |
| 拿答         | 2年   | 公元前909年至前908年 | 王上 15:25       |
| 巴沙         | 24年  | 公元前908年至前885年 | 王上 15:33       |
| 以拉         | 2年   | 公元前885年至前884年 | 王上 16:8        |
| 心利         | 七天  | 公元前884年          | 王上 16:15       |
| 暗利         | 12年  | 公元前884年至前873年 | 王上 16:21       |
| 亞哈         | 22年  | 公元前873年至前852年 | 王上 16:29       |
| 亞哈謝       | 2年   | 公元前852年至前851年 | 王上 22:51       |
| 約蘭         | 12年  | 公元前851年至前842年 | 王下 1:17        |
| 耶戶         | 28年  | 公元前842年至前815年 | 王下 9:6         |
| 約哈斯       | 17年  | 公元前819年至前804年 | 王下 13:1        |
| 約阿施       | 16年  | 公元前805年至前790年 | 王下 13:10       |
| 耶羅波安二世 | 41年  | 公元前790年至前750年 | 王下 14:23、15:1 |
| 撒迦利雅     | 6個月 | 公元前750年至前749年 | 王下 15:8        |
| 沙龍         | 1個月 | 公元前749年          | 王下 15:13       |
| 米拿現       | 10年  | 公元前749年至前738年 | 王下 15:17       |
| 比加轄       | 2年   | 公元前738年至前736年 | 王下 15:23       |
| 比加         | 20年  | 公元前736年至前732年 | 王下 15:27       |
| 何細亞       | 9年   | 公元前732年至前722年 | 王下 17:1        |

## 哈斯蒙尼王朝（马加比王朝）
公元前168年马加比家族（哈斯蒙尼人）领导起义，随后在公元前140年建立了由哈斯蒙尼王朝犹太诸王统治、历时103年的独立犹太王国。
| 王名               | 在位时间          |
| ------------------ | ----------------- |
| 西蒙·马加比乌斯    | 公元前143–前134年 |
| 约翰·海卡努斯      | 公元前134–前104年 |
| 阿里斯托布魯斯一世 | 公元前104–前103年 |
| 亚历山大·詹纳乌斯  | 公元前103–前76年  |
| 莎乐美·亚历山德拉  | 公元前76–前67年   |
| 海卡努斯二世       | 公元前67–前66年   |
| 阿里斯托布魯斯二世 | 公元前66–前63年   |
| 海卡努斯二世       | 公元前63–前40年   |
| 安提柯二世         | 公元前40–前37年   |

## 希律王朝
希律王朝是罗马帝国在犹太行省的傀儡政权，受羅馬帝國控制和支配，持續一百年，70年被廢除，但該政權在猶太社會仍具國家政權的主體性。
| 王名                              | 在位时间     |
| --------------------------------- | ------------ |
| 希律大帝一世（大希律王）          | 前37–前4     |
| 希律·亚基老（四王制的其中一位）   | 前4–公元6    |
| 希律·安提帕斯（四王制的其中一位） | 前4–公元39   |
| 希律·腓力二世（四王制的其中一位） | 前4–公元34   |
| 莎樂美一世（四王制的其中一位）    | 前4年–公元10 |
| 希律·亚基帕一世                   | 37–44        |
| 希律·亚基帕二世                   | 50–100       |

## 参見
- 哈斯蒙王朝和希律王朝统治者列表
- 以色列人：以色列十二支派：失蹤的以色列十支派
- 以色列：以色列历史
- 犹太人：犹太人历史
- INRI